# Dwór w Irządzach
Dwór w Irządzach – pochodzący z XVIII wieku budynek dworski, znajdujący się w Irządzach (powiat zawierciański). Obecnie siedziba Urzędu Gminy Irządze.

## Historia i architektura
Dwór powstał w XVIII wieku dla rodziny Misiewskich. W drugiej połowie XIX wieku budynek przebudowano - wówczas to zyskał on aktualny wygląd. Kolejne remonty miały miejsce już po II wojnie światowej: w 1948, 1968 oraz 1984 roku. Ostatni remont zakończono w 2022 roku. Od 1982 roku, tj. od powstania gminy Irządze obiekt jest siedzibą administracji lokalnej.

Z dworem związana jest legenda, głosząca że w 1794 roku Tadeusz Kościuszko spędził tu noc przed bitwą pod Szczekocinami.
Jest to budynek parterowy, zbudowany na planie prostokąta, kryty dachem mansardowym. Od frontu znajduje  dziewięcioosiowa elewacja z czterofilarowym portykiem, natomiast od strony dawnego ogrodu widać trzyosiowy ryzalit poprzedzony tarasem ze schodami bocznymi od strony zachodniej. Wysokie suteryny z korytarzem na osi podłużnej i dwoma traktami pomieszczeń po bokach są sklepione kolebkowo oraz żaglasto na gurtach.
W sąsiedztwie dworu znajdują się XVIII wieczny park, w którym rośnie m.in. 500-letnia lipa (pomnik przyrody).